# Ivan Kljaković Gašpić
Ivan Kljaković Gašpić, né le 24 mai 1984 à Split, est un marin croate.

## Carrière
Lors des épreuves de voile des Jeux olympiques de 2012, il participe aux régates de dériveur lourd en solitaire hommes disputées sur Finn.